# Jason McAteer
Jason Wynne McAteer, född 18 juni 1971, är en irländsk-engelsk före detta professionell fotbollsspelare som spelade som mittfältare för fotbollsklubbarna Bolton Wanderers, Liverpool, Blackburn Rovers, Sunderland och Tranmere Rovers mellan 1992 och 2007. Han spelade också 52 landslagsmatcher för det irländska fotbollslandslaget mellan 1994 och 2004.